# Omorgus suberosus
Omorgus suberosus là một loài bọ cánh cứng trong họ Trogidae.

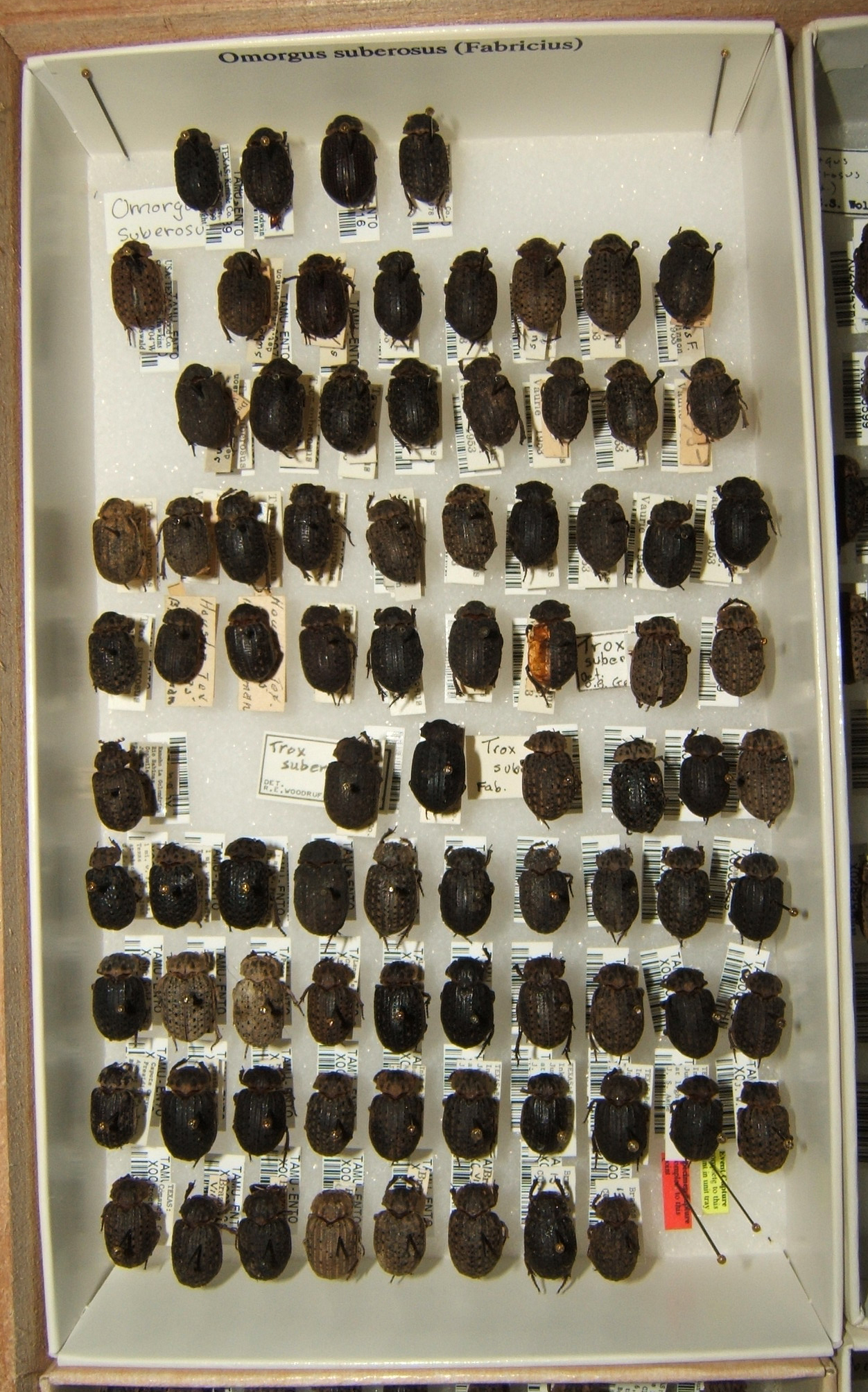
Omorgus suberosus variation